# 건흥 (전량)
건흥(建興)은 전량(前凉)의 연호이다. 건흥은 본래의 서진(西晉)의 연호로 전량은 301년 무렵부터 하서 지방에서 독립적인 정권으로 존속하면서 계속 서진에 신속하여 서진의 연호를 사용하였다. 서진이 멸망한 이후 동진에 신속하였으나 동진의 연호를 사용하지 않고 건흥 연호를 계속 사용하였다. 354년부터 355년까지 독자적인 연호를 사용하기도 하였으나 다시 건흥으로 되돌아와 361년까지 사용하였다.
전량의 건흥 연간에는 영안(永安 : 314년 ~ 320년), 영원(永元 : 320년 ~ 324년), 태원(太元 : 324년 ~ 346년), 영락(永樂 : 346년 ~ 353년)의 4개 연호가 전해지는데, 이는 전량이 대외적으로는 건흥 연호를 사용하면서 내부적으로 독자적인 연호를 사용한 흔적으로 여겨진다.

## 연대대조표
| 건흥                | -                   | -               | -                   | -                   | 5년                 | 6년                                 | 7년                 | 8년                             | 9년             | 10년            |
| 서력                | -                   | -               | -                   | -                   | 317년               | 318년                               | 319년               | 320년                           | 321년           | 322년           |
| 육십간지 (六十干支) | -                   | -               | -                   | -                   | 정축(丁丑)          | 무인(戊寅)                          | 기묘(己卯)          | 경진(庚辰)                      | 신사(辛巳)      | 임오(壬午)      |
| 동진 (東晉)         | -                   | -               | -                   | -                   | 건무(建武) 원년     | 2년 대흥(大興) 원년                 | 2년                 | 3년                             | 4년             | 영창(永昌) 원년 |
| 성한 (成漢)         | -                   | -               | -                   | -                   | 옥형(玉衡) 7년      | 8년                                 | 9년                 | 10년                            | 11년            | 12년            |
| 전조 (前趙)         | -                   | -               | -                   | -                   | 인가(麟嘉) 2년      | 3년 한창(漢昌) 원년 광초(光初) 원년 | 2년                 | 3년                             | 4년             | 5년             |
| 건흥                | 11년                | 12년            | 13년                | 14년                | 15년                | 16년                                | 17년                | 18년                            | 19년            | 20년            |
| 서력                | 323년               | 324년           | 325년               | 326년               | 327년               | 328년                               | 329년               | 330년                           | 331년           | 332년           |
| 육십간지 (六十干支) | 계미(癸未)          | 갑신(甲申)      | 을유(乙酉)          | 병술(丙戌)          | 정해(丁亥)          | 무자(戊子)                          | 기축(己丑)          | 경인(庚寅)                      | 신묘(辛卯)      | 임진(壬辰)      |
| 동진 (東晉)         | 2년 태녕(太寧) 원년 | 2년             | 3년                 | 4년 함화(咸和) 원년 | 2년                 | 3년                                 | 4년                 | 5년                             | 6년             | 7년             |
| 성한 (成漢)         | 13년                | 14년            | 15년                | 16년                | 17년                | 18년                                | 19년                | 20년                            | 21년            | 22년            |
| 전조 (前趙)         | 6년                 | 7년             | 8년                 | 9년                 | 10년                | 11년                                | 12년                | -                               | -               | -               |
| 후조 (後趙)         | -                   | -               | -                   | -                   | -                   | 태화(太和) 원년                     | 2년                 | 3년 건평(建平) 원년             | 2년             | 3년             |
| 건흥                | 21년                | 22년            | 23년                | 24년                | 25년                | 26년                                | 27년                | 28년                            | 29년            | 30년            |
| 서력                | 333년               | 334년           | 335년               | 336년               | 337년               | 338년                               | 339년               | 340년                           | 341년           | 342년           |
| 육십간지 (六十干支) | 계사(癸巳)          | 갑오(甲午)      | 을미(乙未)          | 병신(丙申)          | 정유(丁酉)          | 무술(戊戌)                          | 기해(己亥)          | 경자(庚子)                      | 신축(辛丑)      | 임인(壬寅)      |
| 동진 (東晉)         | 8년                 | 9년             | 함강(咸康) 원년     | 2년                 | 3년                 | 4년                                 | 5년                 | 6년                             | 7년             | 8년             |
| 성한 (成漢)         | 23년                | 24년            | 옥항(玉恒) 원년     | 2년                 | 3년                 | 4년 한흥(漢興) 원년                 | 2년                 | 3년                             | 4년             | 5년             |
| 후조 (後趙)         | 4년                 | 연희(延熙) 원년 | 건무(建武) 원년     | 2년                 | 3년                 | 4년                                 | 5년                 | 6년                             | 7년             | 8년             |
| 대 (代)             | -                   | -               | -                   | -                   | -                   | 건국(建國) 원년                     | 2년                 | 3년                             | 4년             | 5년             |
| 건흥                | 31년                | 32년            | 33년                | 34년                | 35년                | 36년                                | 37년                | 38년                            | 39년            | 40년            |
| 서력                | 343년               | 344년           | 345년               | 346년               | 347년               | 348년                               | 349년               | 350년                           | 351년           | 352년           |
| 육십간지 (六十干支) | 계묘(癸卯)          | 갑진(甲辰)      | 을사(乙巳)          | 병오(丙午)          | 정미(丁未)          | 무신(戊申)                          | 기유(己酉)          | 경술(庚戌)                      | 신해(辛亥)      | 임자(壬子)      |
| 동진 (東晉)         | 건원(建元) 원년     | 2년             | 영화(永和) 원년     | 2년                 | 3년                 | 4년                                 | 5년                 | 6년                             | 7년             | 8년             |
| 성한 (成漢)         | 6년                 | 태화(太和) 원년 | 2년                 | 3년 가녕(嘉寧) 원년 | 2년                 | -                                   | -                   | -                               | -               | -               |
| 후조 (後趙)         | 9년                 | 10년            | 11년                | 12년                | 13년                | 14년                                | 태녕(太寧) 원년     | 청룡(靑龍) 원년 영녕(永寧) 원년 | 2년             | -               |
| 전연 (前燕)         | -                   | -               | -                   | -                   | -                   | -                                   | -                   | -                               | -               | 원새(元璽) 원년 |
| 전진 (前秦)         | -                   | -               | -                   | -                   | -                   | -                                   | -                   | -                               | 황시(皇始) 원년 | 2년             |
| 대 (代)             | 6년                 | 7년             | 8년                 | 9년                 | 10년                | 11년                                | 12년                | 13년                            | 14년            | 15년            |
| 염위 (苒魏)         | -                   | -               | -                   | -                   | -                   | -                                   | -                   | 영흥(永興) 원년                 | 2년             | 3년             |
| 건흥                | 41년                | -               | 43년                | 44년                | 45년                | 46년                                | 47년                | 48년                            | 49년            |                 |
| 서력                | 353년               | -               | 355년               | 356년               | 357년               | 358년                               | 359년               | 360년                           | 361년           |                 |
| 육십간지 (六十干支) | 계축(癸丑)          | -               | 을묘(乙卯)          | 병진(丙辰)          | 정사(丁巳)          | 무오(戊午)                          | 기미(己未)          | 경신(庚申)                      | 신유(辛酉)      |                 |
| 동진 (東晉)         | 9년                 | -               | 11년                | 12년                | 승평(昇平) 원년     | 2년                                 | 3년                 | 4년                             | 5년             |                 |
| 전연 (前燕)         | 2년                 | -               | 4년                 | 5년                 | 6년 광수(光壽) 원년 | 2년                                 | 3년                 | 4년 건희(建熙) 원년             | 2년             |                 |
| 전진 (前秦)         | 3년                 | -               | 5년 수광(壽光) 원년 | 2년                 | 3년 영흥(永興) 원년 | 2년                                 | 3년 감로(甘露) 원년 | 2년                             | 3년             |                 |
| 대 (代)             | 16년                | -               | 18년                | 19년                | 20년                | 21년                                | 22년                | 23년                            | 24년            |                 |

## 같이 보기
- 다른 왕조의 같은 연호
  - 촉한(蜀漢) 건흥(223년 ~ 237년)
  - 손오(孫吳) 건흥(252년 ~ 253년)
  - 서진(西晉) 건흥(313년 ~ 317년)
  - 성한(成漢) 건흥(304년 ~ 306년)
  - 후연(後燕) 건흥(386년 ~ 396년)

- 중국의 연호

| 이전 연호 - 화평(和平) | 중국의 연호 전량(前凉) | 다음 연호 화평(和平) 승평(昇平) |